# 豐榮服務區
豐榮SA（平假名：とよさかサービスエリア）是位於新潟縣新潟市北區的日本海東北自動車道之SA。由東日本高速公路管理，设有ETC专用互通。

## 連接道路
- 日本海東北自動車道

## 历史
- 2007年4月1日 - 此SA啟用。

## SA設施
- 上行線（新潟中央方向）
  - 停車場
  - 廁所
    - 男士 大型2（和式1、西式1）、小型4
    - 女士 7（和式5、西式2）
      - 與男童共用 1

    - 輪椅人士專用 1

  - 自動販賣機
  - 智能IC（6:00-22:00）
- 下行線（村上方向）
  - 停車場
  - 廁所
    - 男士 大型2（和式1、西式1）、小型4
    - 女士 7（和式5、西式2）
      - 與男童共用 1

    - 輪椅人士專用 1

  - 自動售賣機
  - 智能IC（6:00-22:00）

## 鄰近設施
日本海東北自動車道
(2)新潟機場IC - 豐榮SA/SIC - 葛塚巴士站 - (3)豐榮新潟東港IC

## 相關項目
- 日本服務區與休息區一覽